# Fransecky (Adelsgeschlecht)

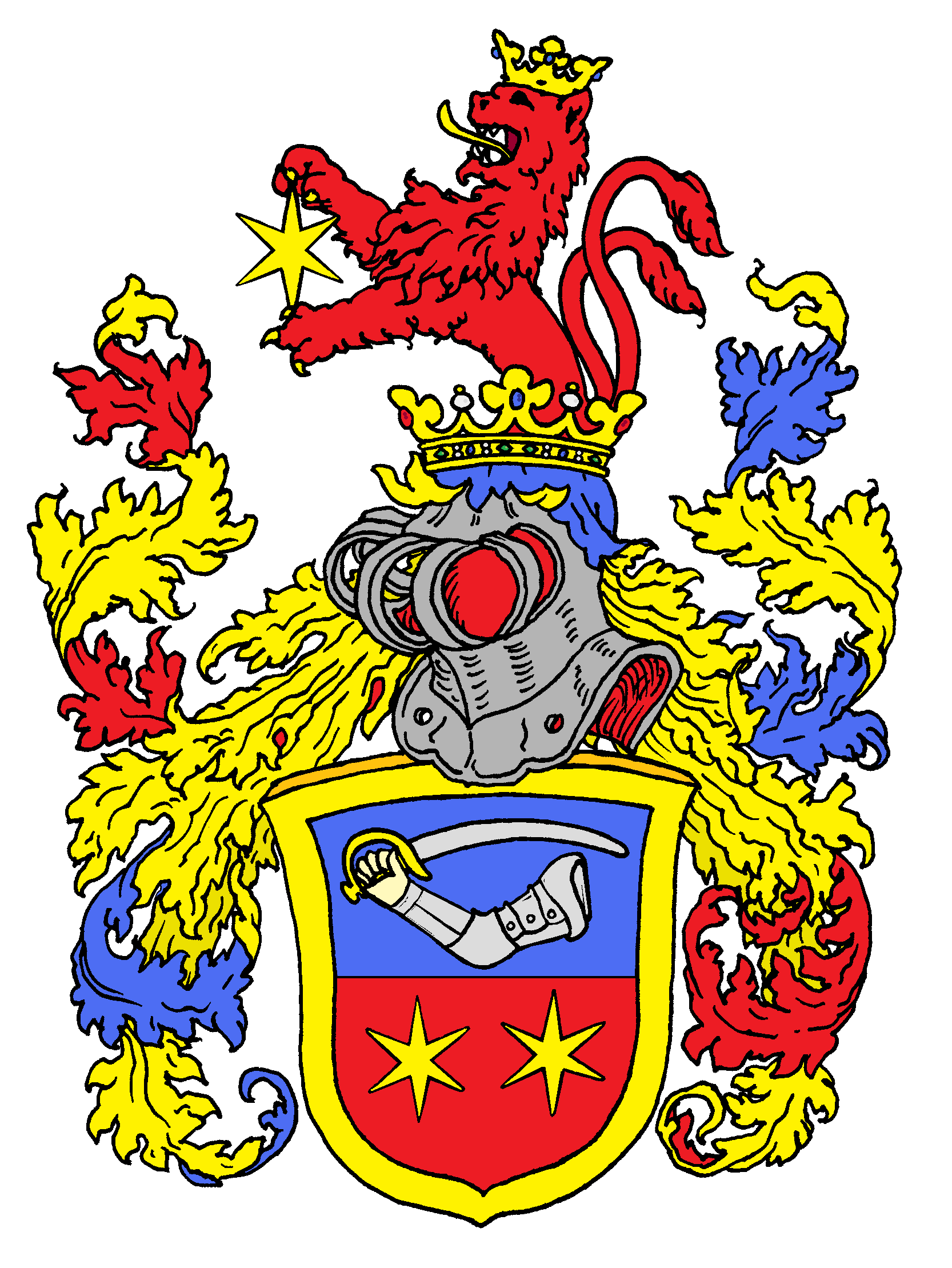
Wappen derer von Fransecky

Fransecky, historisch auch Fransky, späterhin auch Fransecki, ist der Name eines preußischen Adelsgeschlechts.

## Geschichte
Die Fransecky sahen sich selbst aus ungarischem Adel abstammend, sind aber erst im 18. Jahrhundert in Ostpreußen urkundlich belegt. Die Stammreihe beginnt Abraham Moritz von Fransecky (1711–1796), königlich preußischer Forstmeister und Major a. D., dessen jüngere Brüder Sigismund Cornelius von Fransecky, preußischer Ingenieurleutnant und Wilhelm Christian August von Fransecky, preußischer Kapitän, am 1. November 1776 von Friedrich dem Großen ein Adelsdiplom den alten ungarischen Adel renovierend und confirmierend erhielten.
In Pommern gehörten  die Fransecky um 1800 zur grundgesessenen Ritterschaft. Sie besaßen dort die adligen Güter Altendorf (1803–1806) und Schwessow (1779–1794) im Kreis Greifenberg, Dargislaff (1803–1806), Kölpin (1795–1806), Neurese (1796–1806) und Schwedt (1803–1806) im Kreis Fürstenthum, sowie Schlötenitz (1791–1799) im Kreis Pyritz. Heinrich Johann Sigismund von Fransecky († nach 1808), preußische Kapitän im Infanterieregiment „Favrat“ in Braunsberg und der ledige Otto Carl Wilhelm von Fransecky, preußische Kapitän bei Ruits in Warschau huldigten 1804.
Aus dem Stamm Abraham Moritz von Franseckys gingen zwei Linien hervor.
Die 1. Linie stiftete dessen älterer Sohn Johann Wilhelm Moritz von Fransecky (1769–1843), preußischer Hauptmann a. D. Sein Enkel, der preußische Generalleutnant Heinrich von Fransecky (1842–1917), erhielt im Großen Hauptquartier am 26. September 1915 für sich und seine Nachkommen, sowie die Witwe und Töchter seines 1914 gefallenen Bruders, die gnadenweise Berechtigung zur Fortführung des Adelsprädikats und Wappens. Mit seinem Sohn, Rudolf von Fransecky (1870–1930), Generalmajor a. D., der zwei Töchter hinterließ, ist der Mannesstamm dieser Linie erloschen.
Die 2. Linie stiftete dessen jüngerer Sohn Christian Gottlieb Ernst von Fransecky (1771–1841), preußischer Rittmeister a. D. Sein Sohn, der preußische General der Infanterie und Kommandierende General des XV. Armeekorps, Eduard von Fransecky (1807–1890), erhielt durch Verleihung des Schwarzen Adlerordens in Berlin am 8. April 1875 den preußischen Adelstand. Seine drei Söhne haben ihn nicht überlebt, die Tochter Anna von Fransecky (1839–1909) vermählte sich 1878 dem preußischen Oberst, Freiherr Kurt Treusch von Buttlar-Brandenfels († 1892) und stiftete das von Buttlar-Fransecky-Stift.
Ulrike von Fransecky (1801–1876), Tochter des preußischen Major a. D., Heinrich von Fransecky, vermählte sich 1824 mit Carl Unzelmann (1794–1873), preußischer Premierleutnant und Bataillonsadjutant im Infanterie-Regiment (Nr. 21). Er wurde von seinem Schwiegervater adoptiert, woraufhin in Berlin am 23. März 1833 die Nobilitierung in den preußischen Adelsstand Unzelmann von Fransecky erfolgte. Auch diese Familie ist heute erloschen.
Obwohl nach für diesen Artikel erschlossener Quellenlage das Adelsgeschlecht von Fransecky als erloschen gelten muss, werden auch in der Gegenwart namhafte Namensträger angetroffen, bei denen es sich um Angehörige bzw. Nachfahren handeln sollte. Alix von Fransecky (* 1912), welche im Mai 1968 mit der Verdienstmedaille der Bundesrepublik Deutschland geehrt wurde, war wie Sigrid (* 1908) eine Tochter des Generalmajors Rudolf von Fransecky (1870–1930). Durch die zweite Ehe ihrer Mutter Edith geb. Wyneken (1885–1932) war der Archäologe Ludwig Curtius ihr Stiefvater. Sigrid war die Mutter des Hamburger Pädagogen Michael Magunna, der 2015 mit dem Bundesverdienstkreuz am Bande ausgezeichnet wurde.

## Wappen

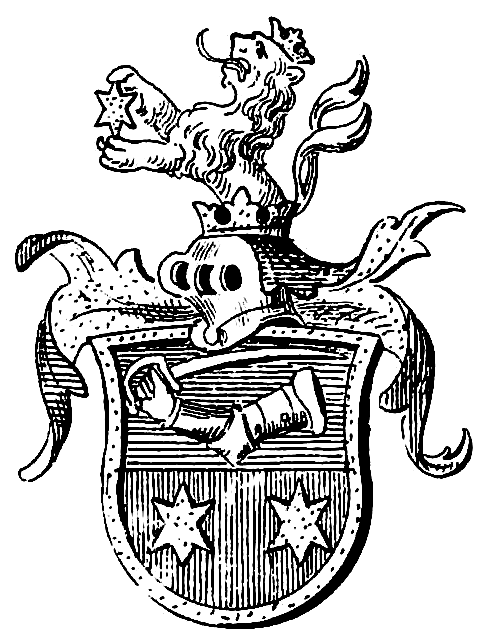
Wappen derer von Fransecky

Das Stammwappen (1776, 1875, 1915) zeigt im golden eingefassten geteilten Schild oben in Blau ein rechtsgekehrter gerüsteter Arm, in der Faust einen Säbel haltend; unten in Rot zwei sechsstrahlige goldene Sterne nebeneinander. Auf dem gekrönten Helm mit blau-rot-goldenen Decken ein rechtsgewandter, doppelt geschweifter, roter Löwe wachsend, in den Pranken einen sechsstrahligen goldenen Stern haltend.

## Bekannte Familienmitglieder
- Eduard von Fransecky (1807–1890), preußischer General der Infanterie
- Heinrich Hermann von Fransecky (1842–1917), preußischer Generalleutnant
- Rudolf von Fransecky (1870–1930), deutscher Generalmajor